# Kustbevakningsfartyg 201-serien
Kustbevakningsfartyg 201-serien avser den båtklass till vilken Kustbevakningens fartyg KBV 201 och KBV 202 tillhör. De betecknas som  kombinationsfartyg eftersom de kombinerar egenskaper från både kustbevakningens miljöskyddsfartyg och övervakningsfartyg.

## Bakgrund
Kombinationsfartygen byggdes för att ge kustbevakningen möjlighet att bedriva en effektivare havsövervakning och snabba insatser. Genom sin storlek blev fartygen även lättare att hantera vid dåligt väder än många av Kustbevakningens äldre fartyg.
Beställningen av de båda fartygen lämnades till Kockums i januari 1999. Option fanns till och med 31 december 1999 för ytterligare två fartyg, denna utlöstes dock aldrig.
Kostnaden för anskaffandet av KBV 201 och KBV 202 var 236 948 000 kronor.

## Utrustning

### Navigering
Kommandobryggan är 60 kvadratmeter stor och har sex stolar med plats för navigationspersonal samt maskinchefen. KBV 202 är utrustat med dynamisk positionering, vilket innebär att fartyget kan ligga helt stilla i vattnet utan att behöva ankra. Detta utförs av ett datorsysten som efter signaler från en GPS styr propellrar, tvärpropellrar och roder. Den övriga navigeringsutrustningen i fartyget utgörs av bland annat gyrokompass, 3+10 cm ARPA-radar, GPS samt elektroniska sjökort. För samband finns bland annat system för RAKEL, KBV-radio, GMDSS A2, VHF, kortvågsradio, navtex med mera. 

### Maskineri
Huvudmaskineriet utgörs av två dieselmotorer som ger en effekt av 2 000 kW vardera. För elkraftsproduktion används två generatorer kopplade till var sin dieselmotor med en effekt av 700 kW.

### Specialutrustning
För sjöräddning medför fartyget en räddningsbåt som kan sjösättas via en utfällbar ramp i aktern.
Denna båt kan även användas som arbetsbåt, samt utryckningsbåt för bordning av fartyg. Vidare finns även en linkastare samt ett räddningsnät för ombordtagande av nödställda. Ett brandbekämpningssystem med en vattenkanon med en kapacitet av 5 000 liter per minut finns även ombord. För att kunna utföra uppgifter som miljöskyddsfartyg finns även ett kassettsystem för sanering av olja från vattenytan.